# Orenia
Orenia è un genere di batterio appartenente alla famiglia delle Halobacteroidaceae.